# Alternativas Económicas

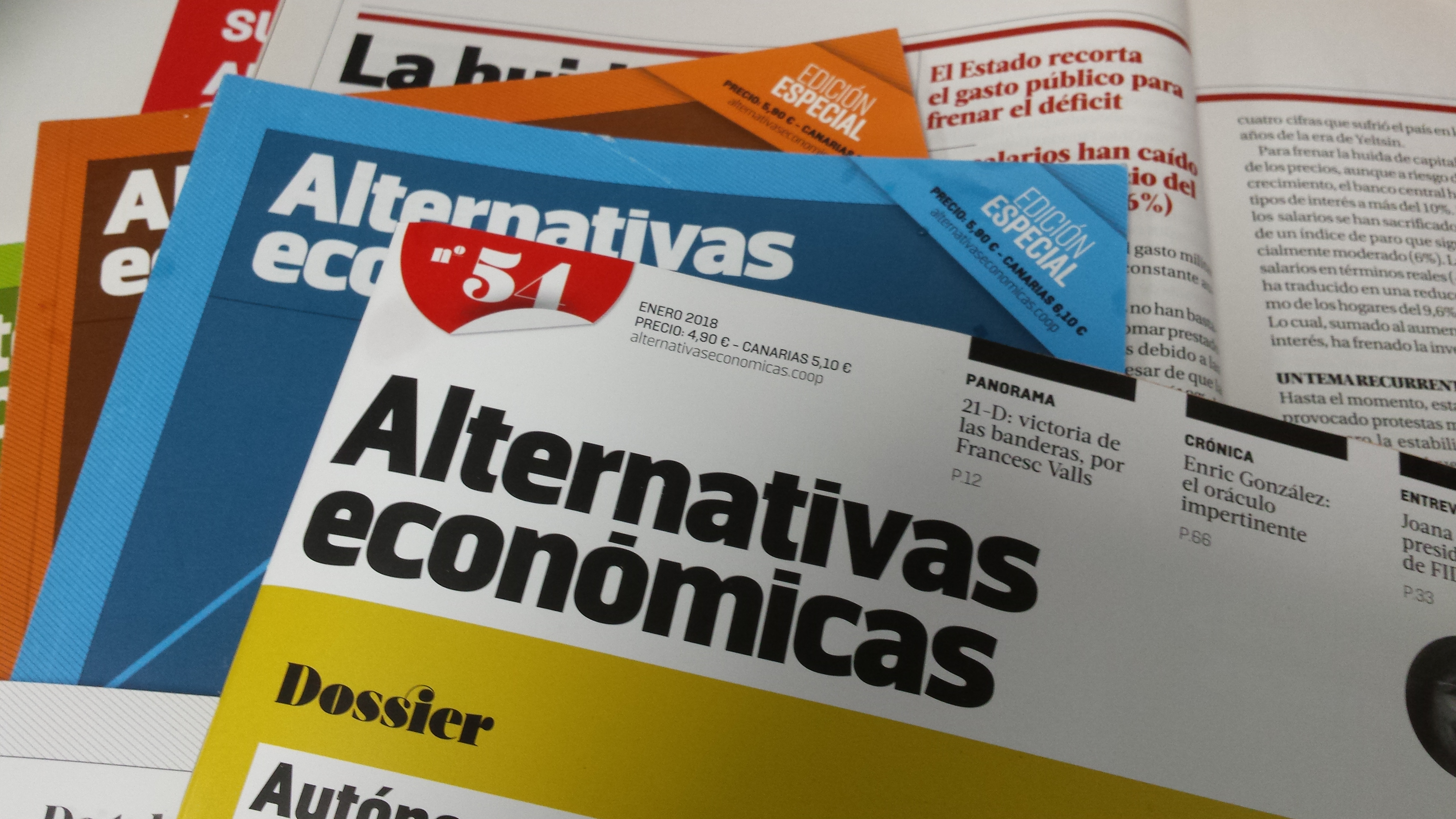
Alternativas Económicas

Alternativas Económicas es una revista española de información económica nacida en marzo de 2013. La publicación se inspira en la revista francesa Alternatives économiques, fundada en 1980,[cita requerida] con la que tiene un acuerdo de colaboración. Se edita en papel con periodicidad mensual y también en formato digital.

## Equipo
La revista, con redacción en Barcelona y delegación en Madrid, está editada por la sociedad cooperativa Alternativas Económicas. Su línea editorial se sustenta en una triple vocación: europeísta en plena crisis del proyecto europeo, social frente al acoso al estado de bienestar y ecologista ante las amenazas al medio ambiente. Su director, Andreu Missé, ha sido subdirector de El País y corresponsal del mismo periódico en Bruselas. La redacción está formada, además, por Pere Rusiñol, Ariadna Trillas y Mariana Vilnitzky, todos con experiencia en medios como El País, Público o La Nación de Buenos Aires. Juan Pedro Velázquez-Gaztelu, ex redactor jefe de Internacional y de Negocios de El País y ex corresponsal de la Agencia Efe en Estados Unidos, es el delegado de la revista en Madrid. Completan el equipo Andrea Bosch, responsable gráfica de la revista; Manuel Ballesteros, gerente, y Nadia Chehabi, encargada de la versión digital.[cita requerida]

## Sociedad editora
Alternativas Económicas se edita con periodicidad mensual en papel y en formato digital. La empresa editora de la revista es una cooperativa homónima integrada por 71 socios colaboradores y 8 socios-trabajadores. Los socios-colaboradores proceden principalmente del mundo académico, periodístico, empresarial, político y de la economía social. Cada uno ha efectuado una aportación única de 4.000 euros.[cita requerida] Entre ellos figuran Inés Ayala, Josep Borrell, Ignacio Escolar, Joaquín Estefanía, Antonio Franco, Soledad Gallego-Díaz, Antoni Gutiérrez Rubí, Joan Herrera, José Sanclemente, Xavier Vidal-Folch y José María Zufiaur.[cita requerida]

## Financiación
El modelo de Alternativas Económicas se basa en la idea de que sean los lectores, mediante la suscripción, quienes financien la revista. Para sus impulsores, es la mejor manera de garantizar la independencia respecto a los poderes políticos y económicos. A principios de 2018 la revista contaba con 2.100 suscriptores. Aproximadamente una quinta parte los son en alguna modalidad de Amigo, aquellos lectores especialmente comprometidos con el proyecto que pagan por la suscripción anual un precio superior al general (65, 100 o 250 euros, frente a 49). La cooperativa editora de la revista organiza en víspera de Navidades un acto exclusivo con ellos para debatir sobre la marcha de la empresa y temas de actualidad. El acto suele concluir con una cena de confraternización.

## Temas
Desde su nacimiento, Alternativas Económicas ha abordado con un enfoque propio temas candentes de actualidad como los abusos bancarios, el turismo masivo, el auge de la economía social y solidaria, los desahucios, la economía digital y colaborativa, el crecimiento de las desigualdades y la burbuja inmobiliaria.[cita requerida]
Además de la revista mensual y de un número extra anual, la cooperativa editora ha publicado tres libros: 'Diccionario irreverente de economía (2015), de Darío Adanti y Enric González, 'La gran estafa de las preferentes (2016), de Andreu Missé, y 'Alternativas de carne y hueso' (2016), que recoge las entrevistas más destacadas publicadas desde 2013. La publicación de los tres trabajos se financió mediante micromecenazgo en la plataforma Verkami.[cita requerida]
La revista también cuenta con un blog alojado en eldiario.es que publica dos artículos semanales.